# Малашенко, Алексей Всеволодович
Алексе́й Все́володович Малаше́нко (2 февраля 1951, Москва, СССР — 3 января 2023, там же) — советский и российский востоковед, исламовед и политолог. Доктор исторических наук, профессор. Один из ведущих российских специалистов по проблемам ислама. Сын актрисы и радиоведущей Галины Новожиловой.

## Биография
В 1974 году окончил Институт стран Азии и Африки при Московском государственном университете имени М. В. Ломоносова по специальности «История», где учился с 1968 года в первой арабской группе.
В 1972 г. проходил языковую практику в Египте и Туркменистане.
В 1974—1976 гг. проходил службу в ВС СССР на территории Алжира.
В 1976—1982 гг. научный сотрудник Института востоковедения АН СССР.
В 1978 году в Институте востоковедения АН СССР защитил диссертацию на соискание учёной степени кандидата исторических наук по теме «Ислам и официальная идеология Алжира (1965—1976 гг.)» (специальности 07.00.03 — всеобщая история (соответствующего периода)).
В 1979—1980 гг. советник экспедиции АН СССР в Ливии.
В 1982—1986 гг. редактор-консультант журнала «Проблемы мира и социализма» (Прага).
С 1986 г. заведующий сектором религии (исламоведения), в 1999—2001 гг. ведущий научный сотрудник Института востоковедения РАН.
В 1990 году приглашённый профессор Колгейтского университета (США).
В 1995 году в Институте востоковедения РАН защитил диссертацию на соискание учёной степени доктора исторических наук по теме «Феномен ислама в политической жизни СССР/СНГ» (специальность 09.00.06 — философия религии).
В 2000—2006 гг. профессор Московского государственного института международных отношений МИД Российской Федерации (МГИМО).
В 2007—2008 гг. — профессор Государственного университета — «Высшая школа экономики».
В 2007—2016 являлся членом научного совета, председателем программы «Религия, общество и безопасность» Московского центра Карнеги.
С октября 2016 года — руководитель научных исследований института «Диалог цивилизаций».
Руководитель сетевого межрегионального проекта ИНО-центр (информация, наука, образование) «Ислам в России».
Являлся членом экспертного совета РИА Новости, членом редакционной коллегии журналов «Центральная Азия и Кавказ» и «Вестник Евразии», членом редакционной коллегии бюллетеня «Россия и мусульманский мир».
Владел арабским, английским и французским языками.
Автор и редактор 18 книг на русском, английском, французском и арабском языках.
Скоропостижно скончался 3 января 2023 года на 72-м году жизни. Урна с прахом захоронена в колумбарии Ваганьковского кладбища.

## Критика
- Х.Тхагапсоев «Страсти политологов по Кавказу»

## Взгляды
- «Российская история абортирована 1917 годом, революцией»[7]
- Считал себя православным человеком[8].

## Научные труды

### Монографии
на русском языке
- Малашенко А. В. Официальная идеология современного Алжира. — М.: Наука, 1983. — 136 с.
- Малашенко А. В. Три города на севере Африки : Каир, Батна, Бенгази / А. В. Малашенко; Авт. послесл. Р. Г. Ланда; АН СССР, Ин-т востоковедения. — М.: Наука, 1986. — 105 с.
- Малашенко А. В. Мусульманские страны. Религия и политика (70-80 гг.) : Сб. ст. / АН СССР, Ин-т востоковедения; Отв. ред. А. В. Малашенко, Й. Музикарж. — М.: Наука, 1991. — 183 с. — ISBN 5-02-017170-0.
- Малашенко А. В., Музикарж Й. В поисках альтернативы : Араб. концепции путей развития / А. В. Малашенко; АН СССР, Ин-т востоковедения. — М.: Наука, 1991. — 209 с. — ISBN 5-02-017167-0.
- Малашенко А. В. Мусульманский мир СНГ. — М., 1996. — 182 с. (в 1999 г. книга была переведена на арабский язык).
- Малашенко А. В. Исламское возрождение в современной России. — М.: Московский Центр Карнеги, 1998. — 222 с.
- Малашенко А. В. Ислам в СНГ / РАН. Ин-т востоковедения; Отв. ред. А. В. Малашенко. — М.: ИВ РАН, 1998. — 176 с. — ISBN 5-89282-082-3.
- Малашенко А. В. Исламские ориентиры Северного Кавказа. — М.: Московский Центр Карнеги, 2001.
- Малашенко А. В., Тренин Д. В. Время Юга : Россия в Чечне, Чечня в России : Монография / Алексей Малашенко, Дмитрий Тренин; Московский Центр Карнеги. — М.: Гендальф, 2002. — 267 с. — ISBN 5-88044-145-8.
- Малашенко А. В. Россия: внутриполитические аспекты борьбы с терроризмом / Алексей Малашенко; Фонд «Мосты Восток-Запад». — М., 2002. — 23 с.
- Малашенко А. В. Тревожные рубежи России: чеченский фактор в постсоветской России. — Вашингтон: Фонд Карнеги, 2004.
- Малашенко А. В. Исламская альтернатива и исламский проект / Алексей Малашенко ; Московский Центр Карнеги, Carnegie Endowment for International Peace. — М.. — Весь мир, 2006. — 221 с. — 3000 экз. — ISBN 5-7777-6329-1.
- Малашенко А. В. Ислам для России. — М.: Российская политическая энциклопедия (РОССПЭН), 2007. — 192 с. — 3000 экз. — ISBN 978-5-8243-0888-4.
- Малашенко А. В. Как выбирали в Чечне. — М.: Московский Центр Карнеги, 2006. — 58 с. — 1000 экз. — ISBN 5-86280-035-2.
- Малашенко А. В. Просто террорист. — М.: Огонёк: Терра-Книжный клуб, 2008. — 31 с. — (Библиотека «Огонёк»).
- Малашенко А. В. Рамзан Кадыров: российский политик кавказской национальности / Алексей Малашенко; Московский Центр Карнеги, РОССПЭН. — М.: РОССПЭН: Московский Центр Карнеги, 2009. — 150 с. — 4000 экз. — ISBN 978-5-8243-1212-6.
- Малашенко А. В. Мой ислам. — М.: РОССПЭН, 2010. — 206 с. — ISBN 978-5-8243-1426-7.
- Малашенко А. В. Центральная Азия: на что рассчитывает Россия? / Алексей Малашенко ; Моск. Центр Карнеги. — М.: Российская политическая энциклопедия (РОССПЭН), 2012. — 118 с. — 2000 экз. — ISBN 978-5-8243-1712-1.
- Малашенко А. В. Надо ли бояться ислама?. — М.: Весь Мир, 2017. — 144 с. — ISBN 978-5-7777-0669-0.

на других языках
- Malashenko A. V., Polonskaya L. R. The Soviet Union and the Muslim Nations. — New-Delhi, 1988.
- Malashenko A. V. The Last Red August. — New York, 1993.
- Malashenko A. V., Polonskaya L. R. Islam in Central Asia. — London: Garnet Publishing, 1994.

### Научная редакция
- Этнические и региональные конфликты в Евразии: В 3 кн. Кн. 1: Центральная Азия и Кавказ / Общ. ред.: А. Малашенко и др.. — М.: Весь мир, 1997. — 204 с. — ISBN 5-7777-0020-9.
- Религия и государство в современной России / Под ред. М. Б. Олкотт, А. В. Малашенко. — М.: Московский центр Карнеги, 1997. — 119 с. — (Научные доклады / Моск. центр Карнеги; Вып. 18).
- Ислам на постсоветском пространстве: взгляд изнутри / Под ред. М. Б. Олкотт, А. В. Малашенко. — М.: Арт-Бизнес-Центр, 2001. — 320 с. — ISBN 5-7287-0213-9.
- Гражданское общество в многонациональных и поликонфессиональных регионах: Материалы конф.: Казань, 2—3 июня 2004 г. / Под ред. А. В. Малашенко; Моск. Центр Карнеги. — М.: Гендальф, 2005. — 118 с. — 800 экз. — ISBN 5-88044-170-9.
- Религия и глобализация на просторах Евразии: сборник / Моск. Центр Карнеги; под ред. А. В. Малашенко и С. Б. Филатова. — М.: Изд-во Неостром, 2005. — 342 с. — ISBN 5-86280-065-4.
- Ислам в России : взгляд из регионов / науч. ред. А. В. Малашенко. — М.: Аспект Пресс, 2007. — 155 с. — (Межрегиональные исследования в общественных науках. МИОН / М-во образования и науки Российской Федерации, Ин-т им. Кеннана Центра Вудро Вильсона [и др.]). — ISBN 978-5-7567-0472-3.
- Религия и конфликт / Московский Центр Карнеги ; под ред. А. В. Малашенко и С. Б. Филатова. — М.: РОССПЭН : Московский Центр Карнеги, 2007. — 287 с. — (Религия в Евразии). — ISBN 978-5-8243-0921-8.
- Религия и глобализация на просторах Евразии: сборник / Московский Центр Карнеги; под ред. А. В. Малашенко и С. Б. Филатова. — 2-е изд. — М.: РОССПЭН : Московский Центр Карнеги, 2009. — 341 с. — (Религия в Евразии). — ISBN 978-5-8243-1153-2.
- Двадцать лет религиозной свободы в России: сборник / Московский Центр Карнеги ; под ред. А. В. Малашенко и С. Б. Филатова. — М.: РОССПЭН : Московский Центр Карнеги, 2009. — 400 с. — (Религия в Евразии). — ISBN 978-5-8243-1258-4.
- Православная церковь при новом патриархе: сборник статей / Московский Центр Карнеги; под ред. А. В. Малашенко и С. Б. Филатова. — М.: РОССПЭН, 2012. — 413 с. — (Религия в Евразии). — ISBN 978-5-8243-1566-0.
- Монтаж и демонтаж секулярного мира / под ред. А. В. Малашенко и С. Б. Филатова; Моск. Центр Карнеги. — М.: Российская политическая энциклопедия (РОССПЭН), 2014. — 406 с. — (Религия в Евразии). — 2000 экз. — ISBN 978-5-8243-1901-9.

### Статьи
- Малашенко А. В. «Религиозная экспансия» и внешняя политика // 20 лет без Берлинской стены: прорыв к свободе / под ред. Н. Бубновой; Моск. Центр Карнеги. — М.: Российская политическая энциклопедия (РОССПЭН), 2011. — С. 199—208. — 291 с. — 2000 экз. — ISBN 978-5-8243-1537-0.

## Публицистика и воспоминания
- Малашенко А. В. Колгеит, Хамильтон и кусочек Нью-Йорка // Вокруг Света. — 01.01.1993.
- Малашенко А. В. Из прошлого в прошлое? : Фундаментализм ислама и православия // Свободная мысль. — 1993. — № 14. — С. 69—83.
- Малашенко А. В. Постсоветские государства Юга и интересы России // Pro et Contra. — 2000. — Т. 5, № 3.
- Малашенко А. В. Политический ислам: мирное сосуществование или глобальное противостояние? // Отечественные записки. — 2001. — № 1 (1).
- Малашенко А. В. Полюбить радикала // Отечественные записки. — 2003. — № 5 (14).
- Малашенко А. В. Два несхожих ренессанса // Отечественные записки. — 2003. — № 5.
- Малашенко А. В. Будем знакомы: ислам (Начало) // Дружба народов. — 2009. — № 5.
- Малашенко А. В. Будем знакомы: ислам (Окончание) // Дружба народов. — 2009. — № 6.
- Малашенко А. В. Заметки о пространстве, именуемом постсоветским, и о том, что там делает Россия // Дружба народов. — 2011. — № 9.
- Малашенко А. В. Религию невозможно отделить от политики // Отечественные записки. — 2013. — № 1 (52).
- Малашенко А. В. Взлётные огни аэродрома // Дружба народов. — 2014. — № 11.
- Малашенко А. В. Заметки по национальному и иным вопросам // Дружба народов. — 2015. — № 3.
- Малашенко А. В. Тяжело в ученье, нелегко в бою. Записки арабиста. М.: Время, 2021. — (Документальный роман).